# بريسيلا هامبي
بريسيلا هامبي (بالإنجليزية: Priscilla Hamby)‏ هي فنانة قصص مصورة أمريكية، ولدت في 5 أغسطس 1982 في تكساس في الولايات المتحدة.